# خطر سلبي
الخطر السلبي، (بالإنجليزية: Downside risk)‏، هو الخطر المالي المرتبط بالخسائر، ويعرف بأنه خطر الاختلاف بين العائد الفعلي، والعائد المتوقع (عندما يكون العائد الفعلي أقل) أو في حالة عدم التأكد من العائد الفعلي.
تقاس المخاطر السلبية بنفس مقياس المخاطر، بينما الانحراف المعياري يقيس المخاطر السلبية والايجابية معاً.
وقد أصبحت طريقة إحصاء «الهدف الأدنى لشبه الانحراف» أو «هدف شبه الانحراف» هو المعيار لحساب الخطر السلبي.

## أمثلة
شبه الاحتراف يحسب بالمعادلة التالية:
{\displaystyle SD(X)=\left(\mathbb {E} [(X-\mathbb {E} [X])^{2}1_{\{X\leq \mathbb {E} [X]\}}]\right)^{\frac {1}{2}}}
		حيث {\displaystyle 1_{\{X\leq \mathbb {E} [X]\}}} هو مؤشر الدالة، i.e. {\displaystyle 1_{\{X\leq \mathbb {E} [X]\}}={\begin{cases}1&{\text{if }}X\leq \mathbb {E} [X]\\0&{\text{else}}\end{cases}}}
الهدف الأدنى لشبه الاحتراف للهدف يحسب بالمعادلة التالية
{\displaystyle TSV(X,t)=\left(\mathbb {E} [(X-t)^{2}1_{\{X\leq t\}}]\right)^{\frac {1}{2}}}.

## تاريخها ونشأتها
في بدايات 1980 ميلادي، قام د.فرانك سورتينو بوضع تعريف رسمي «للخطر السلبي»، وبأنه أداة أفضل لقياس خطر الاستثمار من أداة الانحراف المعياري، ومنذ ذلك الوقت أصبح هذا المصطلح هو المعيار في إدارة المخاطر.